# Campeonato Mundial de Atletismo em Pista Coberta de 2014 - 60 m com barreiras masculino
A prova dos 60 metros com barreiras masculino do Campeonato Mundial de Atletismo em Pista Coberta de 2014 foi disputada entre 8 e 9 de março na Ergo Arena em Sopot, na Polônia.

## Recordes
Antes desta competição, os recordes mundiais e do campeonato nesta prova eram os seguintes:
|    | Nome          | Nacionalidade | Tempo | Local                  | Data                |
| -- | ------------- | ------------- | ----- | ---------------------- | ------------------- |
| WR | Colin Jackson | Reino Unido   | 7s 30 | Sindelfingen, Alemanha | 6 de março de 1994  |
| CR | Dayron Robles | Cuba          | 7s 34 | Doha, Catar            | 14 de março de 2010 |

## Medalhistas
| Ouro              | Prata                         | Bronze                |
| Omo Osaghae (USA) | Pascal Martinot-Lagarde (FRA) | Garfield Darien (FRA) |

## Cronograma
| Data       | Hora  | Evento        |
| ---------- | ----- | ------------- |
| 8 de março | 10:10 | Eliminatórias |
| 8 de março | 15:45 | Semifinal     |
| 9 de março | 18:20 | Final         |

## Resultados

### Eliminatórias
Qualificação: 3 atletas de cada bateria  (Q) mais os  4 melhores qualificados (q).  
| Colocaçaõ | Bateria | Atleta                  | Nacionalidade  | Tempo | Notas |
| --------- | ------- | ----------------------- | -------------- | ----- | ----- |
| 1.        | 4       | Andrew Pozzi            | Reino Unido    | 7,56  | Q, PB |
| 1.        | 4       | Garfield Darien         | França         | 7,56  | Q     |
| 1.        | 1       | Pascal Martinot-Lagarde | França         | 7,56  | Q     |
| 4.        | 3       | William Sharman         | Reino Unido    | 7,59  | Q, PB |
| 5.        | 3       | Omo Osaghae             | Estados Unidos | 7,61  | Q     |
| 5.        | 2       | Dominic Berger          | Estados Unidos | 7,61  | Q     |
| 7.        | 2       | Siergiej Szubienkow     | Rússia         | 7,62  | Q     |
| 8.        | 4       | Balázs Baji             | Hungria        | 7,63  | Q, SB |
| 9.        | 1       | Erik Balnuweit          | Alemanha       | 7,64  | Q     |
| 10.       | 4       | Konstandinos Duwalidis  | Grécia         | 7,65  | q     |
| 11.       | 2       | Andrew Riley            | Jamaica        | 7,66  | Q     |
| 12.       | 3       | Dominik Bochenek        | Polónia        | 7,68  | Q     |
| 13.       | 3       | Konstantin Szabanow     | Rússia         | 7,71  | q     |
| 14.       | 4       | Gregor Traber           | Alemanha       | 7,73  | q     |
| 15.       | 1       | Xie Wenjun              | China          | 7,74  | Q     |
| 15.       | 3       | Jhoanis Portilla        | Cuba           | 7,74  | q, PB |
| 15.       | 1       | Abdulaziz Al Mandeel    | Kuwait         | 7,74  | NR    |
| 18.       | 2       | Yordan L. O'Farrill     | Cuba           | 7,75  | SB    |
| 19.       | 1       | Paolo Dal Molin         | Itália         | 7,76  |       |
| 20.       | 2       | Jackson Quiñónez        | Espanha        | 7,78  |       |
| 21.       | 3       | Alaksandr Linnik        | Bielorrússia   | 7,79  |       |
| 22.       | 2       | Koen Smet               | Países Baixos  | 7,80  |       |
| 23.       | 2       | Martin Mazác            | Chéquia        | 7,90  |       |
| 24.       | 4       | Philip Nossmy           | Suécia         | 7,92  |       |
| 25.       | 3       | Héctor Cotto            | Porto Rico     | 7,94  |       |
| 26.       | 1       | Amir Shaker             | Irão           | 7,96  | NR    |
| 27.       | 4       | Kim Fai Iong            | Macau          | 8,34  | NR    |
| 28.       | 3       | Nelson Camilo Acebey    | Bolívia        | 8,48  | NR    |
| 29.       | 2       | Eslam Abdelatif         | Egito          | 8,69  | PB    |
| 30 !      | 1       | Rasul Dabó              | Portugal       | DNF   |       |
| 31 !      | 4       | Michael Herreros        | Guam           | DSQ   |       |

### Semifinal
Qualificação: classificaram-se  os 4 melhores de cada bateria (Q). 
| Colocação | Bateria | Atleta                  | Nacionalidade  | Tempo | Notas |
| --------- | ------- | ----------------------- | -------------- | ----- | ----- |
| 1.        | 1       | Omo Osaghae             | Estados Unidos | 7,49  | Q, PB |
| 2.        | 1       | Pascal Martinot-Lagarde | França         | 7,50  | Q     |
| 3.        | 2       | Garfield Darien         | França         | 7,52  | Q, PB |
| 4.        | 1       | William Sharman         | Reino Unido    | 7,53  | Q, PB |
| 5.        | 1       | Erik Balnuweit          | Alemanha       | 7,54  | Q, PB |
| 6.        | 2       | Andrew Pozzi            | Reino Unido    | 7,56  | Q, PB |
| 7.        | 2       | Gregor Traber           | Alemanha       | 7,58  | Q, PB |
| 8.        | 2       | Andrew Riley            | Jamaica        | 7,59  | Q, SB |
| 9.        | 1       | Konstandinos Duwalidis  | Grécia         | 7,62  |       |
| 10.       | 1       | Balázs Baji             | Hungria        | 7,63  | SB    |
| 11.       | 2       | Dominic Berger          | Estados Unidos | 7,64  |       |
| 12.       | 2       | Dominik Bochenek        | Polónia        | 7,66  |       |
| 12.       | 2       | Siergiej Szubienkow     | Rússia         | 7,66  |       |
| 14.       | 1       | Konstantin Szabanow     | Rússia         | 7,67  |       |
| 15.       | 1       | Xie Wenjun              | China          | 7,71  |       |
| 16.       | 2       | Jhoanis Portilla        | Cuba           | 8,03  |       |

### Final
A final ocorreu dia 9 de março. 
| Colocação         | Atleta                  | Nacionalidade  | Tempo | Notas  |
| ----------------- | ----------------------- | -------------- | ----- | ------ |
| Medalha de ouro   | Omo Osaghae             | Estados Unidos | 7,45  | WL, PB |
| Medalha de prata  | Pascal Martinot-Lagarde | França         | 7,46  |        |
| Medalha de bronze | Garfield Darien         | França         | 7,47  | PB     |
| 4.                | Andrew Pozzi            | Reino Unido    | 7,53  | PB     |
| 5.                | Gregor Traber           | Alemanha       | 7,56  | PB     |
| 6.                | Erik Balnuweit          | Alemanha       | 7,56  |        |
| 7.                | William Sharman         | Reino Unido    | 7,60  |        |
| 8 !               | Andrew Riley            | Jamaica        | DNS   |        |

Legenda
| Recorde mundial       | Recorde mundial (World record)               |                       | Recorde africano                      | Recorde africano (African) |                                           | Q | Classificado por posição (Qualified) |
| Recorde do campeonato | Recorde do campeonato (Championship record)  | Recorde da América    | Recorde da América (Americas)         | q                          | Classificado por melhor tempo (Qualified) |   |                                      |
| Melhor marca do ano   | Melhor marca do ano (World leading)          | Recorde asiático      | Recorde asiático (Asian)              | DNS                        | Não largou (Did not start)                |   |                                      |
| Recorde nacional      | Recorde nacional (National record)           | Recorde europeu       | Recorde europeu (European)            | DNF                        | Não terminou (Did not finish)             |   |                                      |
| Recorde pessoal       | Recorde pessoal do atleta (Personal best)    | Recorde da Oceania    | Recorde da Oceania (Oceania)          | DSQ / DQ                   | Desclassificado (Disqualified)            |   |                                      |
| Recorde da temporada  | Recorde da temporada do atleta (Season best) | Recorde sul-americano | Recorde sul-americano (South America) | NM                         | Sem marca (No mark)                       |   |                                      |